# Personaggi di Cougar Town
Questa voce contiene un elenco dei personaggi presenti nella serie televisiva Cougar Town.

## Personaggi principali

### Jules Cobb

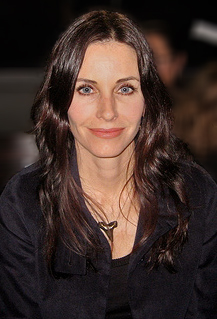
Courteney Cox

Jules Cobb (Courteney Cox), dopo essere rimasta incinta all'età di ventidue anni, è stata sposata per circa quindici anni con Bobby. A quarant'anni, dopo una serie di tradimenti da parte di lui, decide di divorziare, e, con l'aiuto delle amiche Ellie e Laurie, di ricostruirsi una vita. Vive insieme al figlio adolescente Travis e di professione agente immobiliare, Jules è ancora molto attraente e dotata di grande autoironia, grande appassionata di vino e preferisce la compagnia alle serate di solitudine. Dopo circa sei mesi dalla fine del suo matrimonio, grazie a Laurie, comincia ad uscire più spesso, incontrando nuovi uomini anche più giovani di lei.
Jules vive con il figlio Travis, è rimasta amica del ex marito Bobby, un uomo alquanto immaturo e apparentemente non molto intelligente. I vicini di casa di Jules sono la migliore amica Ellie che vive con il figlio piccolo e il marito Andy e Grayson, un quarantenne dedito al sesso facile con ragazzine poco più che maggiorenni. Nel corso dei mesi, anche grazie alle spinte dell'amica e collega più giovane Laurie, Jules comincerà ad uscire con diversi uomini, anche più giovani di lei, riscoprendo le gioie dei primi appuntamenti e del sesso. Questa vita, malgrado viva due brevi relazioni con due ragazzi più giovani, le va subito stretta. Jules comincia a provare prima della simpatia, poi dei sentimenti veri e propri per Grayson.
Jules e Grayson fanno ormai coppia fissa, anche se nel corso dei mesi i due discutono diverse volte perché Jules non vuole altri figli, contrariamente a Grayson. Diverse volte Jules discute anche con il figlio Travis, prima perché il ragazzo vuole trasferirsi ad università lontana da casa e, in seguito, a causa del fatto che Travis lascia l'università e si dedica all'attività del lucidatore di tavole da surf, alle Hawaii. La vita di Jules, comunque, rimane sempre spensierata, anche grazie alla compagnia delle amicizie di sempre e dell'ex marito Bobby.

### Ellie Torres
Ellie Torres (Christa Miller) è sposata con il suo Andy da diversi anni, insieme hanno un bambino di pochi mesi: Stan. Dotata di un sarcasmo contagioso, ha un legame con l'amica Jules da molto tempo, insieme hanno condiviso gioie e dolori; Ellie è sempre pronta a difendere l'amica, non risparmiandole però i suoi commenti sarcastici e ironici. Per gelosia o per divertimento ha un rapporto piuttosto conflittuale con Laurie, l'amica e collega più giovane di Jules. Ad Andy la lega una relazione basata al suo carattere beffardo. Ellie tende a prevalere nella coppia, quasi in maniera autoritaria, ma, anche se fatica molto ad ammetterlo, lo ama profondamente.
Ellie in moltissime occasione è la maggior confidente, insieme a Laurie, di Jules. Anche se con iniziale fatica, accetta e appoggia l'amica nei suoi incontri con ragazzi più giovani e successivamente è la sua guida per farle capire quello che Jules vuole dagli uomini. 
 Il suo matrimonio con Andy sembra apparentemente basato sulla routine e su brevi amplessi non molto entusiasmanti, ma, in più di un'occasione Ellie dichiarerà il suo amore incondizionato al suo fanciullesco marito.

### Laurie Keller

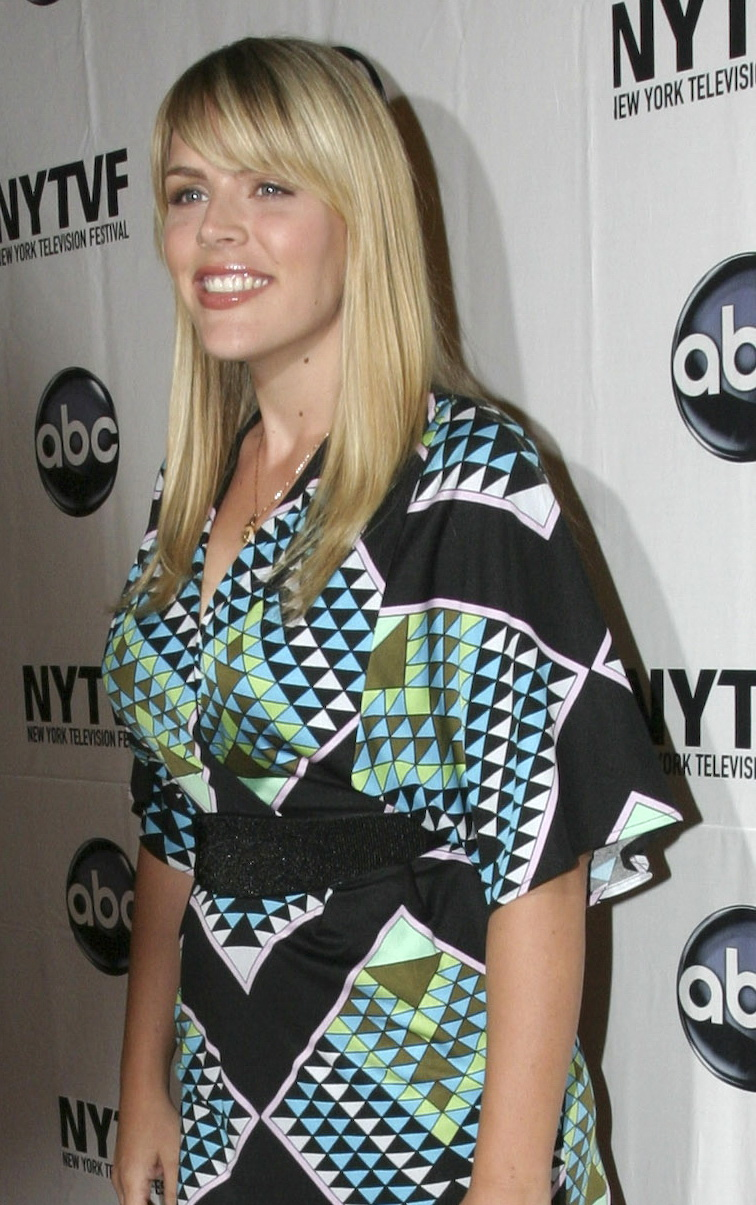
Busy Philipps

Laurie Keller (Busy Philipps) è una ragazza sui venticinque anni, appariscente e apparentemente superficiale. Migliore amica e compagna di lavoro di Jules, Laurie passa da una relazione all'altra, senza cercare realmente l'amore vero, ama il buon vino e la buona tavola, è molto altruista, soprattutto con Jules e mal sopporta l'amicizia tra la donna e Ellie, Laurie e quest'ultima litigano molto spesso, tra le due sembra esserci una contesa su chi tra loro è la reale migliore amica di Jules. 
Laurie ama molto conoscere nuove persone, soprattutto di sesso maschile. Nel corso della stagione ha un breve flirt anche con Grayson, inizialmente Jules non verrà a sapere nulla della relazione, entrambi, infatti, temono di ferirla. Laurie si lega molto anche a Smith, un ragazzo ricco che rimane colpito dall'allegria e leggerezza di Laurie. La relazione tra i due prosegue, ma non in maniera seria, il ragazzo, infatti, è spesso fuori città perché frequenta il college. Laurie ama molto il suo lavoro, chiede molti consigli a Jules, decisamente più esperta e professionale di lei. 

### Travis Cobb

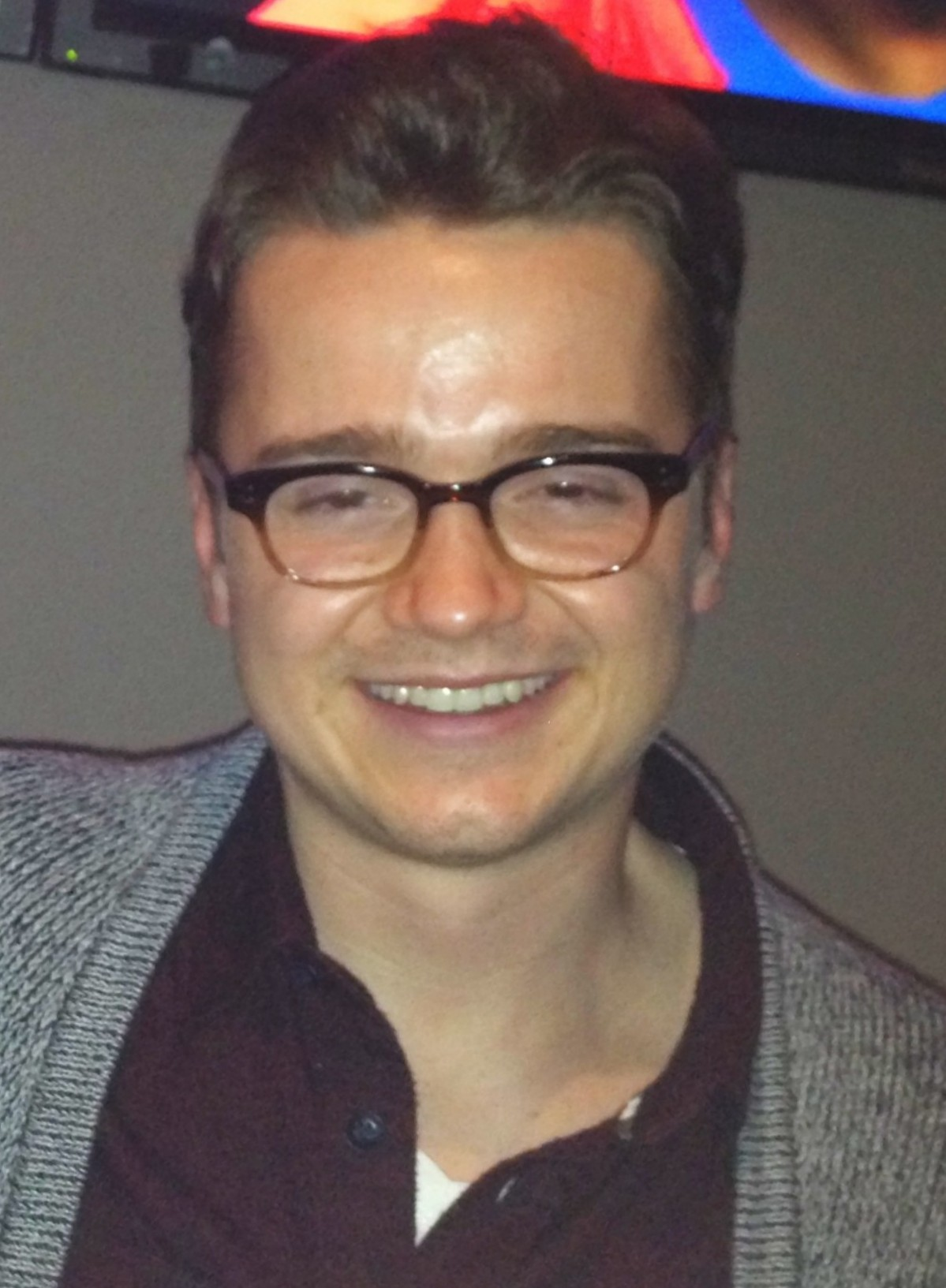
Dan Byrd

Travis Cobb (Dan Byrd) è l'unico figlio di Jules e Bobby. Ha un ottimo rapporto con la madre, con cui spesso si confida, a volte il ragazzo si vergogna di lei, per via della sua intraprendenza e dei ragazzi che frequenta, molto più atletici e prestanti di lui. Travis ha un buon legame anche con il padre, nonostante l'uomo sia apparentemente immaturo e infantile, i due riescono sempre a riconoscersi l'uno con l'altro e vivere momenti intensi e divertenti. 
Inizialmente Travis, seppur in maniera scherzosa, mal sopporta le uscite della madre con i ragazzi più giovani, successivamente i due legano ulteriormente, soprattutto quando Travis si fidanza con Kylie. Con quest'ultima Travis ha anche il suo primo rapporto sessuale. Il ragazzo prova anche una forte attrazione per Laurie, la collega e amica di Jules, tra i due nascerà anche una simpatia, ma fino a che anche lei non capirà di esserne innamorata, tra i due non nascerà nulla.
La coppia si mette insieme nel corso della quarta stagione e scopre di aspettare un bambino alla fine della quinta. Durante la sesta stagione nasce Bobby Junior.
Appassionato di fotografia, si iscrive ad un corso all'università per diventare fotoreporter. 
Dopo la laurea prende la licenza per vendere vino a domicilio.

### Grayson Ellis
Grayson Ellis (Josh Hopkins) è un uomo sui quarant'anni, divorziato da poco. La causa della separazione è dovuta alle divergenza di opinioni con la ex moglie: lui desiderava un figlio, lei non si sentiva pronta. Di indole burbera e chiusa, ha difficoltà a instaurare rapporti seri con le donne dopo il suo divorzio. Nel corso dei mesi si lega molto a Jules. Gestisce un bar ed è amico anche di Bobby e Andy.

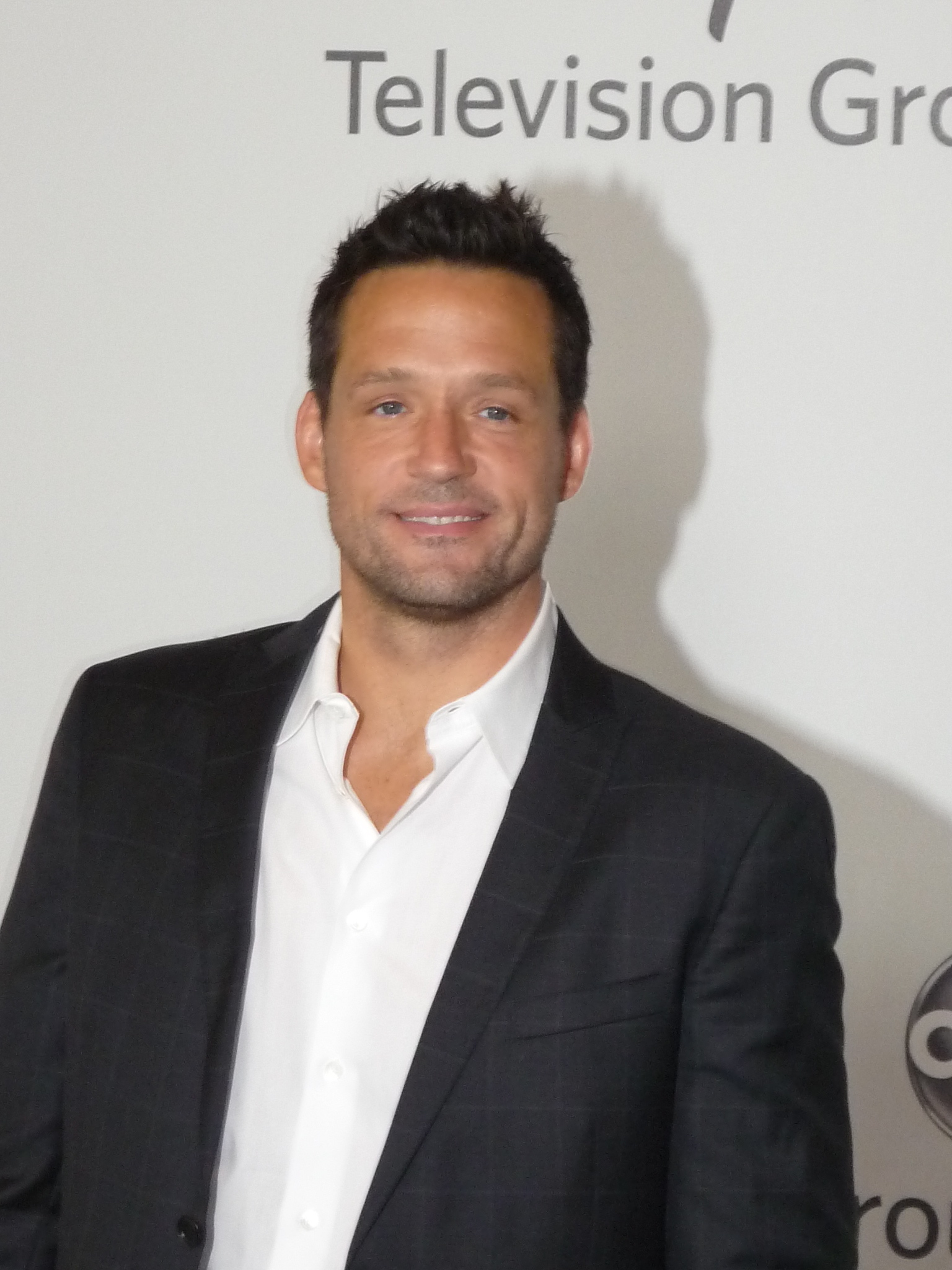
Josh Hopkins

Inizialmente chiuso e burbero, Grayson non fa altro che abbordare ragazze appena maggiorenni, farci del sesso e lasciarle non appena s'è fatta mattina. Con l'andare dei mesi l'uomo si scioglie un po', complice anche l'amicizia che nasce tra lui, Jules, Bobby e Andy. A questi tre Grayson rivela il motivo della sua apparente superficialità: il divorzio e la scoperta che la moglie si è subito rifatta una vita, rimanendo anche incinta del nuovo compagno. 
 Per qualche settimana ha anche una breve relazione con Laurie, una delle migliori amiche di Jules, il flirt si conclude dopo poco, entrambi non vogliono creare problemi a Jules che sembra intenzionata, in un futuro imprecisato, a instaurare una relazione d'amore con Grayson.
Successivamente Grayson si lega per qualche tempo a Sarah, una donna quarantenne. La relazione tra i due termina quando Sarah si rende conto dell'eccessiva vicinanza tra Grayson e Jules.
Poco prima della fine della prima serie Grayson e Jules capiscono di amarsi. Si sposano alla fine delle terza stagione.
Nel corso della quarta stagione scopre di avere una figlia da una delle ragazze con cui era stato dopo il divorzio dalla moglie. Grayson si dimostrerà quindi un padre amorevole per la piccola, così come di Travis, del quale diventerà un secondo padre.
Vanitoso, belloccio e apparentemente superficiale, viene spesso preso in giro dall'intero gruppo di amici a causa di queste sue caratteristiche.
È proprietario del Grey's Pub, il locale in cui i protagonisti si ritrovano spesso a bere.

### Andy Torres
Andy Torres (Ian Gomez) è un uomo di circa quarant'anni, sposato da molti anni con Ellie e padre di Stan. Di carattere giocoso e infantile, Andy è molto innamorato della moglie, a volte fa capire alla donna di desiderare un rapporto con maggiore passione e tenerezza, ma lei sembra non cogliere le richieste del marito, nascondendo la passione con un sarcasmo congenito. Andy ha una profonda amicizia con Bobby e lo stima particolarmente, tanto da far pensare, a volte, di esserne quasi innamorato.

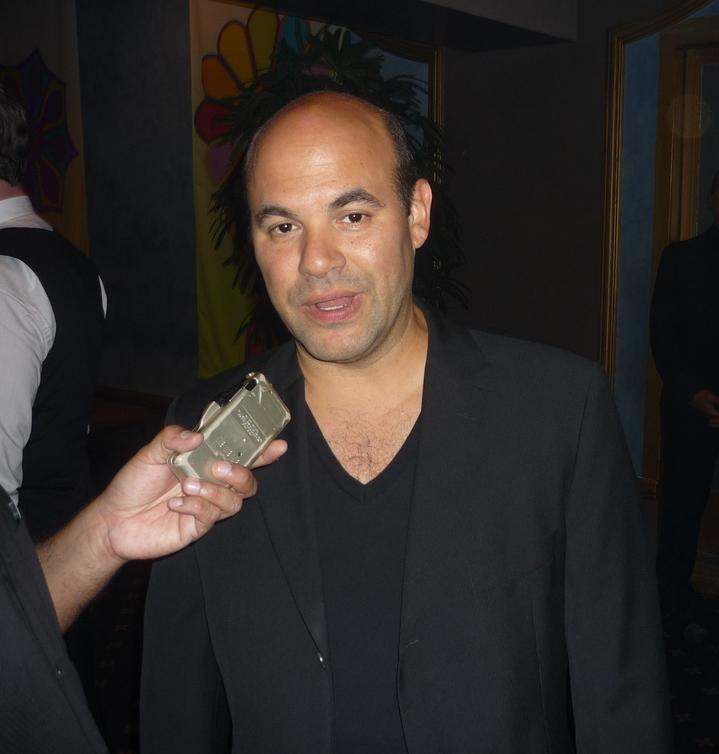
Ian Gomez

Andy è il personaggio che nel corso della prima serie troviamo maggiormente in circostanze scherzose e tragicomiche. 
 Il suo matrimonio con Ellie è condito da passione e finto cinismo da parte di lei, ma, anche lui, forse per difesa, non sembra risparmiare alla moglie smaccate di burlesco sarcasmo. Nel corso del tempo stringerà una profonda amicizia con Grayson, e, contrariamente alla moglie, anche con Laurie.
Con il proseguire della serie mantiene il suo lavoro serioso e redditizio e diviene anche sindaco della città, per un breve periodo. Si licenzia nel corso della sesta stagione e diviene un padre a tempo pieno.

### Bobby Cobb
Bobby Cobb (Brian Van Holt), di circa quarant'anni, è stato sposato per più di quindici anni con Jules; i due si erano sposati per via della gravidanza di lei. Nonostante i numerosi tradimenti che le ha inflitto, Bobby è tuttora invaghito di Jules. Di carattere infantile e apparentemente immaturo, Bobby non ha un lavoro fisso, per sbarcare il lunario esegue i lavori più disparati e strampalati. È molto amico di Andy.
Nel corso della prima serie Bobby è soprattutto alle prese con il suo rapporto col figlio Travis, i due sono molto diversi, e, per via del carattere giocoso e infantile del padre, Travis spesso si vergogna di lui. Con l'andare dei mesi, però, il rapporto tra i due si approfondirà, tanto da far capire a Travis che il padre, nonostante tutto, è una persona forte, che non si arrende alla minima difficoltà. 
 Dopo il divorzio da Jules, Bobby non ha avuto altre relazioni, se non una brevissima con una ginecologa di nome Amy (Lisa Kudrow) e un'insegnante dell'università di Travis (interpretata da Sarah Chalke) . Di fatto, però, Bobby resta innamorato di Jules, tra loro c'è anche un brevissimo ritorno di fiamma, subito spento dalla donna. Bobby vive in una barca, proprio per mantenere questo alloggio è costretto a lavorare molto.
Nel corso delle stagioni il personaggio non matura molto, ma trova un lavoro fisso come istruttore di golf.
Ha un cane a cui ha dato lo stesso nome del figlio, Travis.
I suoi siparietti comico deliranti l'hanno reso popolare nella serie, così come la sua parlantina veloce e a tratti incomprensibile e la sua amicizia molto ambigua con Andy.
Nella sesta stagione si trasferisce per fare l'istruttore di golf in modo più frequente e redditizio (apparendo solo nel secondo e ultimo episodio della serie).

## Personaggi ricorrenti

### Introdotti nella prima stagione
- Tom Gazelian (Bob Clendenin, stagioni 1-6): è un uomo molto insolito ed inquietante ed abita nello stesso quartiere di Jules. Sebbene in molte occasioni lo trattino male o lo usino per i loro scopi, Tom adora stare insieme ai suoi vicini di casa, specialmente con Jules, da cui è attratto. Fa il medico ed ha una particolare passione per il giardinaggio.
- Barb Coman (Carolyn Hennesy; stagioni 1-3): è una donna di Gulfhaven, "cougar" nel vero senso della parola e sempre a caccia di uomini. Appare frequentemente con battute provocanti e inappropriate. Nella terza stagione si sposa con Roger Frank ed esce di scena.
- Kylie (Spencer Locke; stagioni 1-2): è la prima fidanzata di Travis, con cui il ragazzo perde la verginità. Quando Travis si trasferisce per frequentare il college, i due decidono di restare insieme, ma con una relazione aperta; dopo qualche tentativo, i due si lasciano quando Travis incontra Kirsten.
- Josh (Nick Zano; stagione 1): è un ragazzo più giovane con cui Jules esce dopo la rottura con Bobby. Josh vorrebbe una relazione seria, cosa per cui invece Jules non si sente ancora pronta: di conseguenza, i due si lasciano.
- Matt (David Clayton Rogers; stagioni 1-2): è il primo ragazzo con cui Jules va a letto dopo il divorzio. Matt è anche un amico di Grayson: il suo personaggio ricompare infatti nella seconda stagione, quando l'uomo lo invita a casa sua e scopre quello che c'è stato fra lui e Jules.
- Smith Frank (Ryan Devlin; stagioni 1-2): ricco avvocato, diventa presto il fidanzato di Laurie, cosa che gli crea problemi nell'ambiente snob in cui vive. Anche se è il classico "bravo ragazzo", da cui Laurie non è generalmente attratta, la ragazza si innamora di lui. Quando Smith si rende conto di quello che Laurie prova per lui, la lascia, ammettendo di non sentirsi allo stesso modo verso di lei. I due provano a rimanere amici, ma quando la situazione degenera e finiscono di nuovo a letto, decidono di rompere definitivamente i rapporti.
- Roger Frank (Barry Bostwick; stagioni 1-3, 5): padre di Smith, è un ricco uomo d'affari. Non ha molta stima di Laurie, a causa del suo comportamento esuberante e della diversa classe sociale. Prende lezioni di golf da Bobby e compra proprio da lui il gioco "Penny Can", togliendoci però il nome Cobb. Sposa Barb Coman nella terza stagione.
- Sara Kramer (Sheryl Crow; stagione 1): diventa la fidanzata di Grayson dopo un primo flirt. È la prima ragazza della sua età con cui Grayson esce dopo il divorzio. Sara però lo lascia quando si rende conto che l'uomo prova qualcosa per Jules.

### Introdotti nella seconda stagione
- Chick (Ken Jenkins; stagioni 2-6): è il padre di Jules, vedovo. È un uomo allegro e sarcastico e ama frequentare gli strip-club.
- Kevin (LaMarcus Tinker; stagioni 2-3): è il primo coinquilino di Travis al college. Inizialmente diffidente, i due diventano presto ottimi amici.
- Kirsten (Collette Wolfe; stagione 2): è la seconda ragazza di Travis, di poco più grande di lui. I due si incontrano al college e iniziano presto un'intensa storia d'amore; quando Kirsten annuncia a Travis il suo trasferimento, il ragazzo reagisce chiedendole di sposarlo. La ragazza rifiuta, non volendo perdere la propria libertà, e scappa via spezzando il cuore a Travis.
- Rosa (Gloria Garayua; stagione 2): è la babysitter di Stan, assunta da Ellie ed Andy per badare al figlio.
- Ted Buckland (Sam Lloyd; stagioni 2-3): è lo sfortunato avvocato già conosciuto in Scrubs. Travis incontra Ted alle Hawaii, trasferitosi dopo la fine della sua relazione: l'ormai ex avvocato, ora cantante e lucidatore di tavole da surf, compare anche nella terza stagione, quando passa da Gulfhaven con la sua band per un provino.

### Introdotti nella terza stagione
- Angie LeClaire (Sarah Chalke; stagione 3): è la professoressa di fotografia di Travis. Inizia una relazione con Bobby.
- Lynn Mettler (Nicole Sullivan; stagioni 3-4): è la terapista di Jules e comincia a seguirla durante il fidanzamento con Grayson. Spesso Jules, per punizione, costringe gli amici a seguirla durante le sedute.
- Stan Torres (Sawyer Ever, stagioni 3-4; Griffin Kunitz, stagioni 4-6): è il pestifero figlio di Ellie ed Andy. Ne combina una per colore, mentre i genitori sembrano non sapere mai dove il ragazzino si trovi.
- Holly (Briga Heelan; stagioni 3, 6): è una delle avventure di Grayson. Rimasta incinta, Holly ha una bambina di nome Tampa e si presenta dal padre solo qualche anno dopo. La donna avrà anche un brevissimo flirt con Travis.
- Wade (Edwin Hodge; stagioni 3-4): è il nuovo fidanzato di Laurie. I due si sono conosciuti su Twitter e intrattengono una relazione a distanza: l'uomo, infatti, è un soldato in missione in Afghanistan. Nella quarta stagione Wade torna dalla guerra e i due convivono a Gulfhaven per un breve periodo: l'uomo, però, la lascia quando si rende conto che Laurie è innamorata di Travis.

### Introdotti nella quarta stagione
- Lisa Riggs (Maria Thayer, stagione 4): è la "surfing partner" di Bobby. I due si trovano molto bene insieme e diventano ottimi amici, ma presto il rapporto evolve in una relazione. Assomiglia molto a Bobby: entrambi, infatti, sono goffi, simpatici, rumorosi e creano scompiglio nella gente.
- Anne McCormack (Shirley Jones, stagione 4): è la nuova vicina di casa di Jules. Insieme al marito Norman (quasi completamente sordo) compra la vecchia casa di Grayson. Nonostante i due siano una coppia piuttosto attempata, amano ancora divertirsi come dei ragazzini: si sono trasferiti nel cul de sac da una casa di riposo, infatti, per stare insieme a gente giovane. Spesso sembrano più folli e spensierati dei vicini.